# Завадська Катерина Павлівна
Катерина Павлівна Завадська (нар. 3 жовтня 1958 смт Козова, Тернопільська область) — українська політик та педагог, народна депутатка України 1-го скликання. Державна службовиця 4-го рангу з вересня 2001 року.

## Життєпис
Народилася 3 жовтня 1958 року в смт Козові (нині Тернопільського району) Тернопільської області в сім'ї робітників.
У 1974 році вступила до Полтавського педагогічного інституту, який закінчила у 1979 році за фахом вчитель історії. З 1979 року працювала учителькою історії Андріївської СШ Хорольського району Полтавської області. З 1980 року вчителька історії Купчинецької СШ Козівського району Тернопільської області. З 1984 року працювала вихователькою ґрупи продовженого дня Козівської СШ № 1.
Завадська була секретаркою районної організації Товариства української мови імені Тараса Шевченка. У 1989 році головою районної організації Народного Руху України.
У 1998 році була директором центру українських досліджень.
Катерина Завадська виїхала на постійне місце проживання до Канади.

## Політична діяльність
Народна депутатка України 12 (1) скликання, вибрана по Зборівському виборчому окрузі № 359, Тернопільської області. Голова підкомітету з питань охорони здоров'я, прав дитини Комісії у справах жінок, охорони сім'ї, материнста і дитинства. Входила до Народної Ради, фракція Народного руху.
У березні 1994 року кандидатка в народні депутати України, Зборівський виборчий округ № 362, Тернопільської області, висунута трудовим колективом, 1-й тур — 7.57 %, 5 місце з 10 претендентів.
У березні 1998 року кандидатка у народні депутати України, виборчий округ № 165, Тернопільська область. З'явилося 89.7 % виборців, за — 4.23 %, 3 місце з 17 претендентів.

## Особисте життя
Одружена, має 2 дітей.